# Pavonia boisiana
Pavonia boisiana är en malvaväxtart som beskrevs av Antonio Krapovickas. Pavonia boisiana ingår i släktet påfågelsmalvor, och familjen malvaväxter. Inga underarter finns listade i Catalogue of Life.